# Nara (Suisse)
Nara est une station de ski située dans le Valle di Blenio, dans le canton du Tessin en Suisse. Le pied des pistes est situé dans le village de Leontica, commune d'Acquarossa.

## Domaine skiable
Le domaine skiable, aménagé à la fin des années 1960, est composé de deux télésièges, trois téléskis et deux baby-lifts. Il dessert 30 km de pistes de ski entre 920 et 2 123 m d'altitude. C'est la station de ski qui propose le plus grand dénivelé skiable sans interruption du canton du Tessin (1 203 m).
Depuis le parking situé à l'extérieur du village sur ses hauteurs, un télésiège 2-places débrayable à bulle - construit en 1996 - relie le hameau de Cancorì (1 460 m). Une piste de luge et un itinéraire à ski tracé dans la forêt permettent de rejoindre le parking, lorsque l'enneigement naturel le permet. Le terrain y est relativement accidenté et ne permet pas de bien damer la neige, ce qui explique que de nombreux skieurs redescendent avec le télésiège.
Depuis Cancorì, partent diverses remontées mécaniques. Un téléski (Lagünc) dessert 2 pistes rouges - non damées quand le manteau neigeux est insuffisant, un court itinéraire à ski, ainsi qu'une piste bleue, qui rejoignent toutes le hameau. Ces pistes offrent 310 mètres de dénivelé. Un deuxième télésiège 2-places construit en 1974, à pince fixe, rejoint lentement - en 19 minutes - les hauteurs du domaine au niveau de Pian Nara (1 910 m). Une unique piste rouge permet de rejoindre le hameau. La Bassa di Nara est le point culminant du domaine. Un téléski arrive 22 mètres en deçà d'une arête parfois très venteuse, laquelle sépare le Val Blenio et la Léventine. Les pistes sommitales sont relativement plus larges et offrent environ 220 mètres de dénivelé. Le snowpark y est aménagé.
L'essentiel du domaine est relativement exposé au soleil. La saison hivernale se finit généralement fin mars.
La station coopère avec les stations de Disentis, Campo Blenio, Airolo, Cari, Obere Leventina, Cardada et Bosco Gurin : les détenteurs d'un forfait saison y bénéficient de réductions. Avec Disentis et Campo Blenio, ils y skient gratuitement les jours où Nara est fermée.
Deux pistes de luge, de chacune environ 5 km, complètent l'offre. La première part du sommet du plus haut télésiège et en rejoint le pied en partie en traversant la forêt. La deuxième piste, mentionnée sur le plan des pistes comme une piste bleue, poursuit la descente jusqu'au parking. Elle est empruntée aussi par les skieurs. 7 km de chemins de randonnée d’hiver ont également été aménagés.
Il est possible depuis le domaine de voir la montagne la plus élevée du Tessin, le Rheinwaldhorn.